# Tarauni
Tarauni é uma cidade e área de governo local da Nigéria situada no estado de Cano. Compreende um área de 28 quilômetros quadrados e segundo censo de 2006 havia 221 367 habitantes.